# Changsha IFS Tower T1
Changsha IFS Tower T1 je 452 m vysoký mrakodrap v Čchang-šu,  v Číně. Obsahuje 95 pater a to nejvyšší leží ve výšce 431 m. Výstavba budovy probíhala v letech 2013 až 2018. 